# Bàdminton als Jocs Mediterranis de 2018
La competició de bàdminton dels Jocs del Mediterrani de 2018 de Tarragona es va celebrar entre el 23 i el 26 de juny al pavelló esportiu d'El Morell. La primera aparició d'aquest esport en els Jocs del Mediterrani va ser a Mersin 2013 a Turquia.
La competició es va centrar en quatre categories, dues masculines (individual i dobles) i dues femenines (individuals i dobles).

## Medaller per categoria
| Categoria  | Or                                            | Plata                                     | Bronze                                |
| Homes      |                                               |                                           |                                       |
| Individual | Pablo Abian                                   | Lucas Maurice Corvee                      | Toma Tomov Popov                      |
| Dobles     | França · Bastian Kersaudy · Thom Mark Gicquel | Turquia · Serdar Koca · Serhat Salim      | Itàlia · Kevin Strobl · Lukas Osele   |
| Dones      |                                               |                                           |                                       |
| Individual | Neslihan Yiğit                                | Beatriz Corrales                          | Aliye Demirbağ                        |
| Dobles     | França · Lea Palermo · Delphine Delrue        | Turquia · Bengisu Erçetin · Nazlıcan İnci | Eslovènia · Lia Salehar · Iza Salehar |

## Medaller per país
| Posició | País      | Or | Plata | Bronze | Total |
| 1       | França    | 2  | 1     | 1      | 4     |
| 2       | Turquia   | 1  | 2     | 1      | 4     |
| 3       | Espanya   | 1  | 1     | -      | 2     |
| 4       | Itàlia    | -  | -     | 1      | 1     |
| 4       | Eslovènia | -  | -     | 1      | 1     |
| Total   | Total     | 4  | 4     | 4      | 12    |